# Michel Vuillermoz

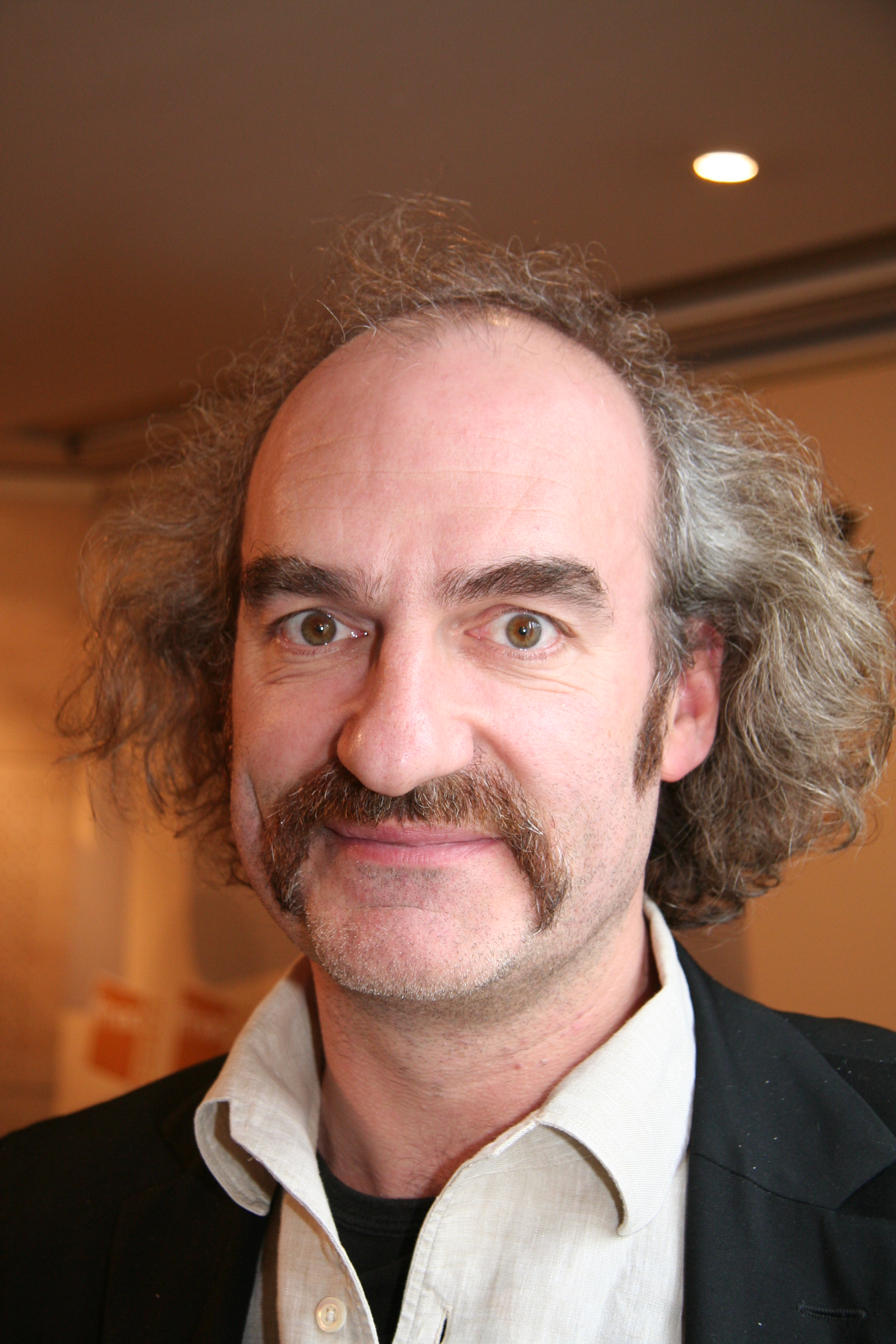
Michel Vuillermoz (2007)

Michel Vuillermoz (* 18. Dezember 1962 in Orléans) ist ein  französischer Schauspieler.

## Leben
Michael Vuillermoz studierte von 1986 bis 1989 an der renommierten Schauspielschule Conservatoire national supérieur d’art dramatique. Im zuletzt genannten Jahr debütierte er in dem Mystery-Drama Die Viererbande von Jacques Rivette und in der von Sébastien Grall inszenierten Komödie Ein Vater kommt selten allein. Für seine Darstellung des Pierre in dem von Philippe Godeau inszenierten Drama Le dernier pour la route war er 2010 bei der Verleihung des französischen Filmpreises César als bester Nebendarsteller nominiert.

## Filmografie (Auswahl)
- 1989: Die Viererbande (La bande des quatre)
- 1989: Ein Vater kommt selten allein (Un père et passe)
- 1990: Cyrano von Bergerac (Cyrano de Bergerac)
- 1992: Eine Nacht in Versailles (Versailles Rive Gauche)
- 1995: Das Leben der Marianne (La vie de Marianne)
- 1996: Ich und meine Liebe (Comment je me suis disputé … (ma vie sexuelle))
- 1996: Nachrichten vom Lieben Gott (Des nouvelles du bon Dieu)
- 1996: Bernie
- 1998: Gott allein sieht mich (Dieu seul me voit (Versailles-Chantiers))
- 1998: Serial Lover – Der letzte räumt die Leiche weg (Serial Lover)
- 2002: Peau d’Ange – Engel weinen nicht (Peau d’ange)
- 2004: Mathilde – Eine große Liebe (Un long dimanche de fiançailles)
- 2004: Zwei ungleiche Schwestern (Les sœurs fâchées)
- 2005: Das Parfüm der Dame in Schwarz (Le parfum de la dame en noir)
- 2005: Netter geht’s nicht (Gentille)
- 2005: Wie sehr liebst du mich? (Combien tu m’aimes?)
- 2006: Ein perfekter Platz (Fauteuils d’orchestre)
- 2006: Herzen (Cœurs)
- 2006: Manche mögen’s reich (Quatre étoiles)
- 2006: Trautes Heim, Glück allein (La maison du bonheur)
- 2007: Abbitte (Atonement)
- 2007: Kid Power – Die Nervensägen! (Demandez la permission aux enfants)
- 2008: Der tolle Tag oder Figaros Hochzeit (Le mariage de Figaro)
- 2009: Le dernier pour la route
- 2009: Vorsicht Sehnsucht (Les herbes folles)
- 2010: Die Prinzessin von Montpensier (La princesse de Montpensier)
- 2011: Zum Glück bleibt es in der Familie (On ne choisit pas sa famille)
- 2012: Ihr werdet euch noch wundern (Vous n’avez encore rien vu)
- 2012: Camille – Verliebt nochmal! (Camille redouble)
- 2013: Love Is in the Air (Amour & turbulences)
- 2014: Jamais le premier soir
- 2014: Aimer, boire et chanter
- 2015: Mama gegen Papa – Wer hier verliert, gewinnt (Papa ou maman)
- 2015: Nur Fliegen ist schöner (Comme un avion)
- 2016: Mein Leben als Zucchini (Ma vie de courgette, Stimme)
- 2016: Unter dem Teppich (Les pieds dans le tapis)
- 2016: Glücklich geschieden – Mama gegen Papa 2 (Papa ou maman 2)
- 2017: Au revoir là-haut
- 2017: Docteur Knock – Ein Arzt mit gewissen Nebenwirkungen (Knock)
- 2017: Schockwellen – Der Fall Mathieu  (Ondes de choc: prénom: Mathieu)
- 2019: Goldene Hochzeit mit Hindernissen (Noces d’or)
- 2019: Intrige (J’accuse)
- 2020: Was dein Herz dir sagt – Adieu ihr Idioten! (Adieu les cons)
- 2021: Nona und ihre Töchter (Nona et ses filles, Fernsehserie, 9 Episoden)
- 2021/2022: UFOs (OVNI(s), Fernsehserie)
- 2024: Sauvages (Stimme)

## Auszeichnung (Auswahl)
- César 2010: Nominierung in der Kategorie Bester Nebendarsteller für Le dernier pour la route